# 脈翅擬守瓜
脈翅擬守瓜（学名：Paridea (Paridea）为金花蟲科擬守瓜屬下的一个种。